# باربرو کولبرگ
باربرو کولبرگ (سوئدی: Barbro Kollberg؛ ۲۷ دسامبر ۱۹۱۷ – ۶ مارس ۲۰۱۴) یک هنرپیشه اهل سوئد بود. وی بین سال‌های ۱۹۳۹ تا ۲۰۱۴ میلادی فعالیت می‌کرد.
از فیلم‌ها یا برنامه‌های تلویزیونی که وی در آن نقش داشته است می‌توان به بر عشق ما می‌بارد اشاره کرد.